# Rantau Pulung
Rantau Pulung (indonez. Kecamatan Rantau Pulung) – kecamatan w kabupatenie Kutai Timur w prowincji Borneo Wschodnie w Indonezji.
Kecamatan ten graniczy od północy z kecamatanem Bengalon, od wschodu z kecamatanem Sangatta Utara, od południa z kecamatanem Sangatta Selatan i kabupatenem Kutai Kartanegara, a od zachodu z kecamatanami Batu Ampar i Telen.
W 2010 roku kecamatan ten zamieszkiwało 7 203 osób, z których 100% stanowiła ludność wiejska. Mężczyzn było 3 907, a kobiet 3 296. 6 371 osób wyznawało islam, a 540 katolicyzm.
Znajdują się tutaj miejscowości: Kebon Agung, Manunggal Jaya, Margo Mulyo, Mukti Jaya, Pulung Sari, Rantau Makmur, Tanjung Labu, Tepian Makmur.